# Brodarovec
Brodarovec falu Horvátországban, Varasd megyében. Közigazgatásilag  Máriasócszentgyörgyhöz tartozik.

## Fekvése
Varasdtól 15 km-re, községközpontjától Máriasócszentgyörgytől 4 km-re nyugatra a Zagorje hegyeinek keleti lábánál, enyhén dombos vidéken fekszik.

## Története
1857-ben 127, 1910-ben 205 lakosa volt. 1920-ig Varasd vármegye Ivaneci járásához tartozott. 
2001-ben 63 háza 224 lakosa volt, egyike a község legkisebb településeinek.

## Külső hivatkozások
- A község hivatalos oldala
- A község információs portálja